# Fotja americana
La fotja americana (Fulica americana) és una espècie d'ocell de la família dels ràl·lids (Rallidae) que habita llacs, aiguamolls i rius, principalment d'Amèrica del Nord i les Antilles, des de l'est d'Alaska cap al sud, per Canadà, Estats Units i Mèxic, fins a Amèrica Central, Bahames, Grans Antilles i el vessant oriental dels Andes de Colòmbia.